# М’Пеле, Франсуа
Франсуа М’Пеле (фр. François M'Pelé; род. 13 июля 1947, Браззавиль) — конголезский футболист, нападающий. В 2006 году был выбран КАФ как один из лучших 200 африканских футболистов за последние 50 лет. Победитель Кубка африканских наций 1972 года.

## Клубная карьера
Свою карьеру он начал в местном клуб «Стандарт-де-Браззавиль». Вскоре он уехал во Францию в клуб «Аяччо», где играл более 4 лет, сыграв в Чемпионате Франции 149 матчей. Позже он перешёл в тогда ещё средний «Пари Сен-Жермен». Там футболист стал одним из лучших нападающих клуба, забив за клуб более ста мячей. Но после парижского клуба его карьера пошла на спад, и в 1982 году он завершил профессиональную карьеру.

## Международная карьера
Франсуа М’Пеле был футболистом национальной сборной Конго с 1971 по 1978 годы. Он привёл свою сборную к победе в Кубке африканских наций 1972, который проходил в Камеруне. Франсуа М’Пеле сыграл всего 9 матчей за сборную Конго, в которых забил 2 гола.

## Достижения
Сборная Республики Конго
- Победитель Кубка африканских наций (1): 1972